# Bayreuth
Bayreuth es una ciudad de la región administrativa de Alta Franconia, en el estado de Baviera (Alemania). Está situada a orillas del río Meno rojo —una de las afluentes principales del río Meno—, en el este de Alemania. Es capital del distrito homónimo, y forma el límite oriental de la región conocida como la Suiza Francona. Su población era de 72.670 habitantes (31 de diciembre de 2010).

## Descripción
La ciudad es famosa por su relación con el compositor Richard Wagner, quien vivió aquí desde 1872 hasta 1882 (murió un año más tarde en Venecia). La casa de Wagner, Wahnfried, se construyó en la ciudad gracias al patrocinio del rey Luis II de Baviera y se ha convertido en un museo wagneriano. En la zona norte de la ciudad se encuentra el Bayreuth Festspielhaus, un teatro de la ópera construido especialmente para representar las obras de Wagner.

Los estrenos de las obras El anillo del nibelungo y Parsifal tuvieron lugar en este teatro. Cada año se celebra en la ciudad el Festival de Bayreuth dedicado a la representación de óperas del compositor alemán. En el primer ensayo del teatro de Bayreuth, Wagner interpretó su obra Parsifal, drama germano-cristiano, invitando a tal efecto a Nietzsche. Hay quienes sugieren que esta fue la razón por la que el filósofo nunca más le dirigió la palabra y despotricaría más tarde contra el músico en sus libros del último período.

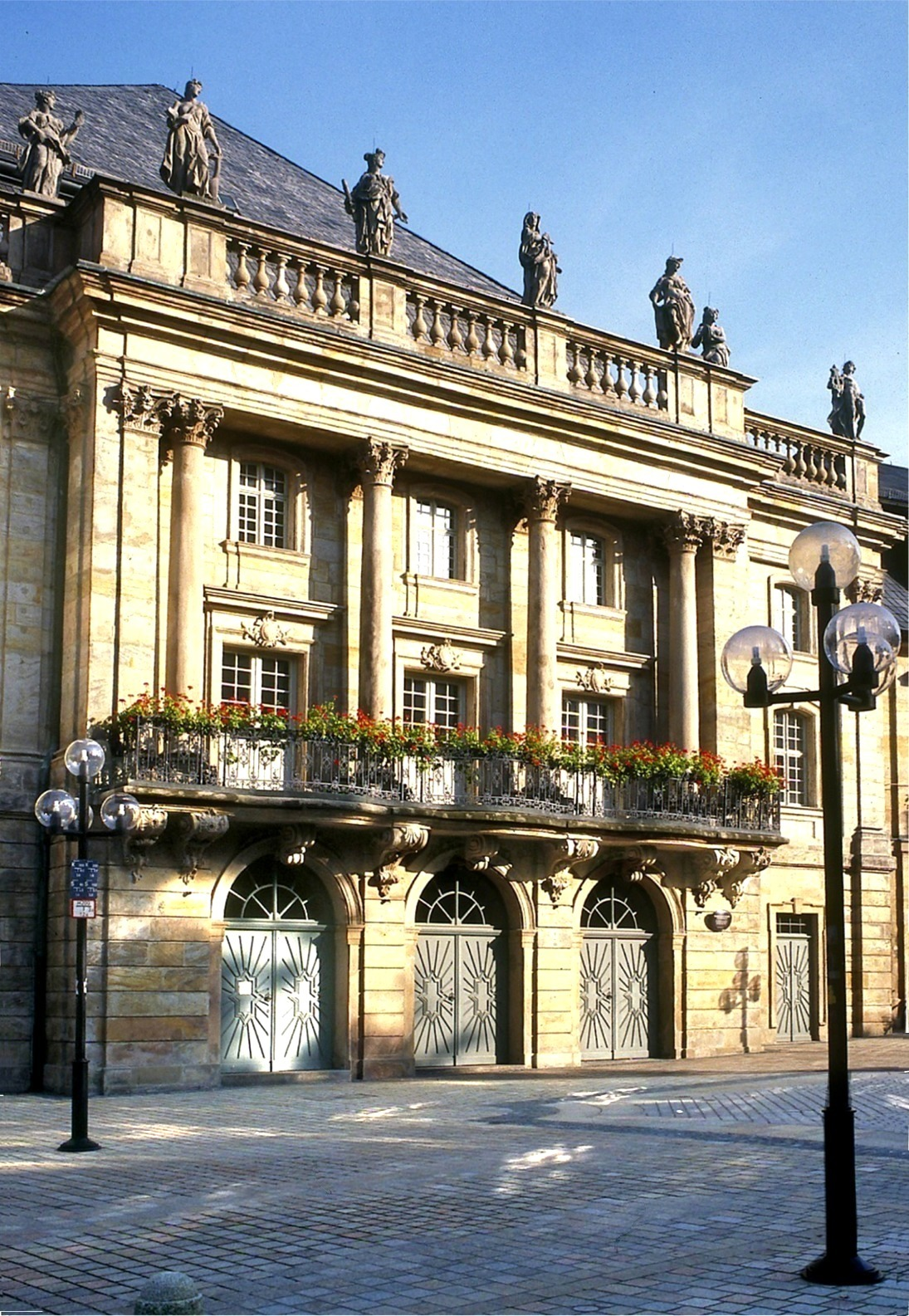
Ópera del Margrave

La ciudad es conocida por su universidad —Universidad de Bayreuth— especializada en ciencias económicas y medio ambiente.

## Monumentos y lugares de interés
- El palacio nuevo (Neues Schloss)
- El teatro Bayreuther Festspielhaus (véase también: Festival de Bayreuth)
- Museo dedicado a Richard Wagner (Wahnfried)
- Museo Franz Liszt en la casa donde falleció Franz Liszt
- Museo Jean Paul
- Teatro de la ópera, construido en el siglo XVIII en estilo barroco
- Kunstmuseum Bayreuth, el museo de arte contemporáneo
- Cervecería Maisel's y Museo Cooper, el museo de cerveza más grande del mundo[1][2]

## Ciudades hermanadas
- Annecy (Francia)
- Rudolstadt (Alemania)
- La Spezia (Italia)
- Tekirdağ (Turquía)
- Praga 6 (República Checa)